# Отенбах (Виртемберг)
Отенбах (њем. Ottenbach) општина је у њемачкој савезној држави Баден-Виртемберг. Једно је од 38 општинских средишта округа Гепинген. Према процјени из 2010. у општини је живјело 2.470 становника. Посједује регионалну шифру (AGS) 8117037.

## Географски и демографски подаци
Отенбах се налази у савезној држави Баден-Виртемберг у округу Гепинген. Општина се налази на надморској висини од 399 метара. Површина општине износи 11,9 km². У самом мјесту је, према процјени из 2010. године, живјело 2.470 становника. Просјечна густина становништва износи 208 становника/km².

## Међународна сарадња
| Мјесто  | Држава     | Врста сарадње | Од    |
| ------- | ---------- | ------------- | ----- |
| Отенбах | Швајцарска | контакт       | 2000. |
| Извор   |            |               |       |